# Базика Володимир Петрович
Володимир Петрович Базика (1923 — 1994) — освітянин, заслужений вчитель Української РСР.

## Біографія
В. П. Базика народився 25 серпня 1923 року в селі Наділи на Одещині.
Під час нацистської навали в 1941 році пішов добровольцем на фронт. Був нагороджений медалями.
В 1947 році закінчив Одеське педагогічне училище, в 1952 році — учительський інститут,  у 1957 році — філологічний факультет Одеського державного педагогічного інституту імені К. Д. Ушинського.
Працював вчителем початкових класів, вчителем російської мови та літератури. В 1953—1971 роках був директором школи села Теплиця Болградського району Одеської області.
З 1971 року обіймав посаду директора Виноградівської  середньої школи Арцизького району Одеської області з поглибленийм вивченням французької мови.
Обирався делегатом Третього Всесоюзного з'їзду вчителів у 1978 році. Був одним з організаторів музею села Виноградівка.
Помер у 1994 році в селі Виноградівка (тепер - Арцизької міської громади Болградського району) Одеської області.

## Нагороди
- Почесне звання «Заслужений вчитель Української РСР» (1977 р.).